# Ptochophyle saturnuna
Ptochophyle saturnuna là một loài bướm đêm trong họ Geometridae.